# Lakrisal

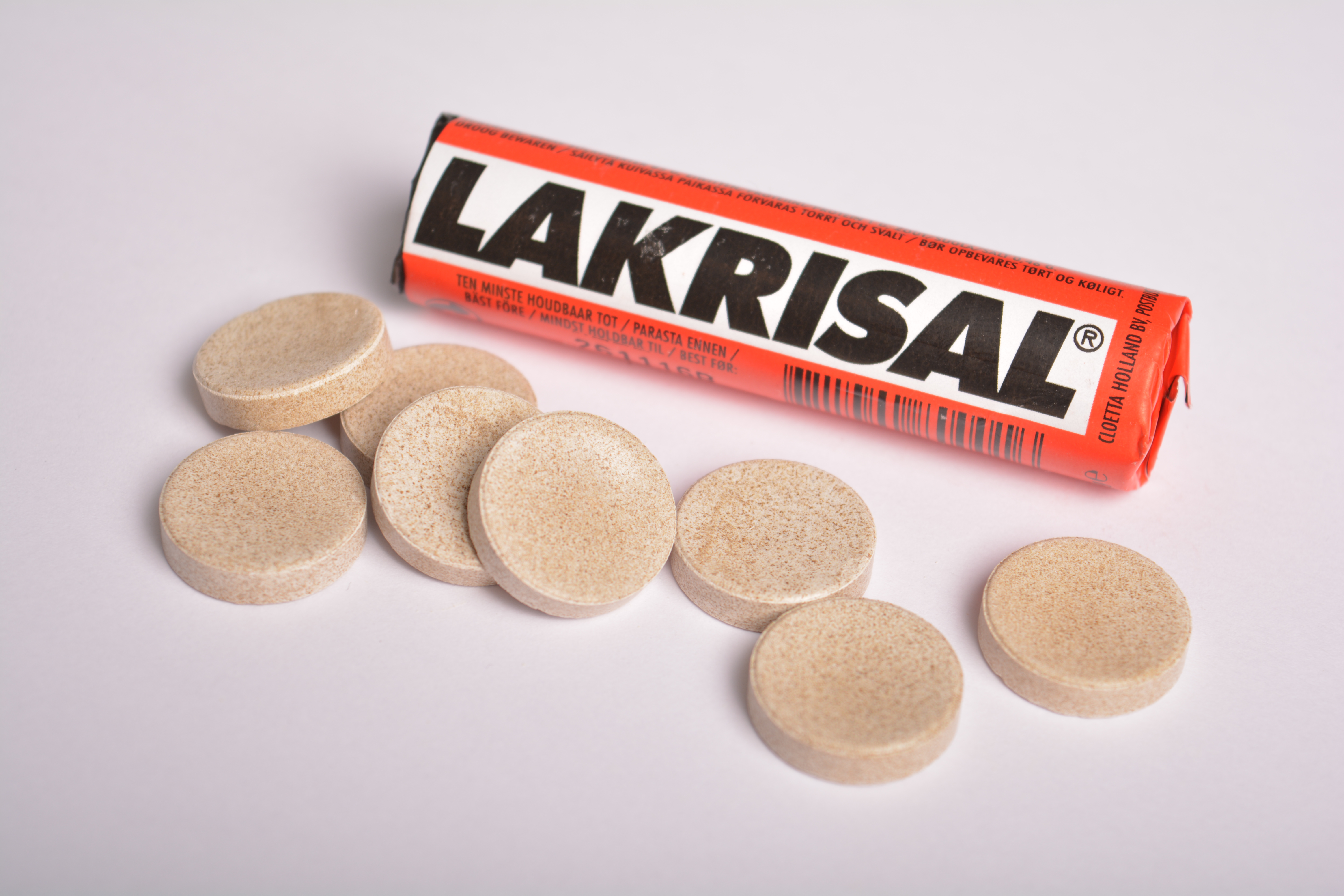
Un tubetto di Lakrisal e alcuni pezzi

Lakrisal (Malaco) è un marchio di salmiakki (caramelle alla liquirizia e al cloruro di ammonio) venduto nei paesi nordici e nei Paesi Bassi. A differenza della maggior parte caramelle salmiakki, Lakrisal non contiene amido o gomma arabica (E414). Esso è fatto quasi interamente di zucchero, liquirizia e cloruro di ammonio. Per questo motivo, la polvere di Lakrisal viene compressa sotto forma di pastiglie. Un'altra differenza rispetto allo standard dei salmiakki, Lakrisal non è nero, ma grigio-marrone. I singoli pezzi di Lakrisal sono discoidali, circa 18 mm di diametro e circa 4 mm di spessore. Vengono venduti in tubi di circa 20 pezzi ciascuno.

## Varietà
Negli anni 80 venne introdotta una nuova varietà di Lakrisal, al gusto di limone. 
Rivelatosi impopolare, la sua produzione fu presto interrotta. Un'altra varietà era la Lakrisal "hot" cui ingredienti erano il peperoncino in polvere e l'olio piccante.

## Produzione
Lakrisal è prodotto da Cloetta (Leaf Denmark B.V. - Copenhagen)